# Mercurio (álbum)
Mercurio (Para ti) es el título del álbum debut homónimo de estudio grabado por la boyband mexicana Mercurio. Fue lanzado al mercado bajo los sellos discográficos Sony Latin y Columbia Records el 26 de marzo de 1996. Los sencillos a promocionarse fueron Enamoradísimo, Trece años, Cómo decirle que la quiero y A la puerta de la escuela.

## Lista de canciones
| Mercurio (Para ti) |                                                                                                  |          |  |
| N.º                | Título                                                                                           | Duración |  |
| 1.                 | «Enamoradísimo (Voz principal (Alex Sirvent))»                                                   | 3:51     |  |
| 2.                 | «Un puñado de humo (Voz principal (Héctor Ugarte))»                                              | 3:49     |  |
| 3.                 | «Besos que matan (Voz principal (Héctor Ugarte))»                                                | 3:48     |  |
| 4.                 | «Sellado con un beso (Voz principal (Héctor Ugarte))»                                            | 3:44     |  |
| 5.                 | «Trece años (Voz principal (Alfonso "Poncho" Barbosa))»                                          | 3:52     |  |
| 6.                 | «Cómo decirle que la quiero (Voz principal (Héctor Ugarte))»                                     | 3:55     |  |
| 7.                 | «A la puerta de la escuela (Voz principal (Héctor Ugarte))»                                      | 4:24     |  |
| 8.                 | «Niños de la calle (Voces principales (Alex Sirvent, Héctor Ugarte y Alfonso "Poncho" Barbosa))» | 4:37     |  |
| 9.                 | «Cantaré para ti (Voz principal (Héctor Ugarte))»                                                | 4:18     |  |
| 10.                | «Dónde da la vuelta el aire (Voz principal (Héctor Ugarte))»                                     | 3:57     |  |
| 11.                | «Un puñado de humo (Voz principal (Héctor Ugarte))»                                              | 4:25     |  |
| 12.                | «Enamoradísimo (Voz principal (Alex Sirvent)» (Versión Megamix)                                  | 5:27     |  |
| 13.                | «Trece años (Voz principal (Alfonso "Poncho" Barbosa))» (Club Mix)                               | 5:53     |  |
| 44:42              |                                                                                                  |          |  |

## Integrantes
- Alex Sirvent
- Héctor Ugarte
- Alfonso "Poncho" Barbosa
- Daniel "Dany" Merlo
- Andrés González

- Datos: Q25414458